# Касерос (станция метро)
«Касерос» (исп. Caseros) — станция Линии H метрополитена Буэнос-Айреса. Станция расположена между станциями «Инклан» и «Парке-Патрисьос». Станция расположена на пересечении проспектов Авенида Хухуй и Авенида Касерос, в районе Парке-Патрисьос.
Она имеет две боковые платформы и два трека. Также на станции расположен верхний вестибюль, который соединяет платформы с доступом на улицу по лестнице, эскалаторы и лифты; а также туалеты для инвалидов и общественный Wi-Fi.

## История
Станция была открыта два раза. Строительные работы были завершены 31 мая 2007 года, но открытие для обслуживания пассажиров состоялось 18 октября 2007 вместе с открытием станций «Онсе — 30 декабря», «Венесуэла», «Умберто I» и «Инклан». Станция была конечной 4 года до открытия станции Парке-Патрисьос.

## Украшения
При строительстве вестибюля использовались работы Астора Пьяццолла, Эдуордо Ароласа, Хулио де Каро и Hermenegildo Sábat, как часть культуры танго

## Достопримечательности
Они находятся в непосредственной близости от станции:
- Parque Florentino Ameghino
- Instituto Bernasconi
  - Общая начальная школа Коммуны N° 1 Карлос Сааведра Ламас
  - Общая начальная школа Коммуны N° 2 Rafael Bielsa
  - Общая начальная школа Коммуны N° 3 Juan Ángel Golfarini
  - Географический музей и Музей естественных наук Dr. Juan B. Terán и Dr. Ángel Gallardo
- Antigua cárcel de Caseros
- Antigua cárcel de Caseros
- Hospital Udaondo
- Hospital Garrahan
- Hospital Muñiz
- Hospital Materno Infantil Ramón Sardá
  - Библиотека Hospital Materno Infantil Ramón Sardá
- Cuartel II Patricios de los Bomberos de la Федеральная полиция Аргентины
- Комиссариат N° 32 de la Федеральная полиция Аргентины
- Техническая школа Nº 7 Dolores Lavalle
- Общая начальная школа Коммуны Nº 18 Иоганн Генрих Песталоцци

## Галерея

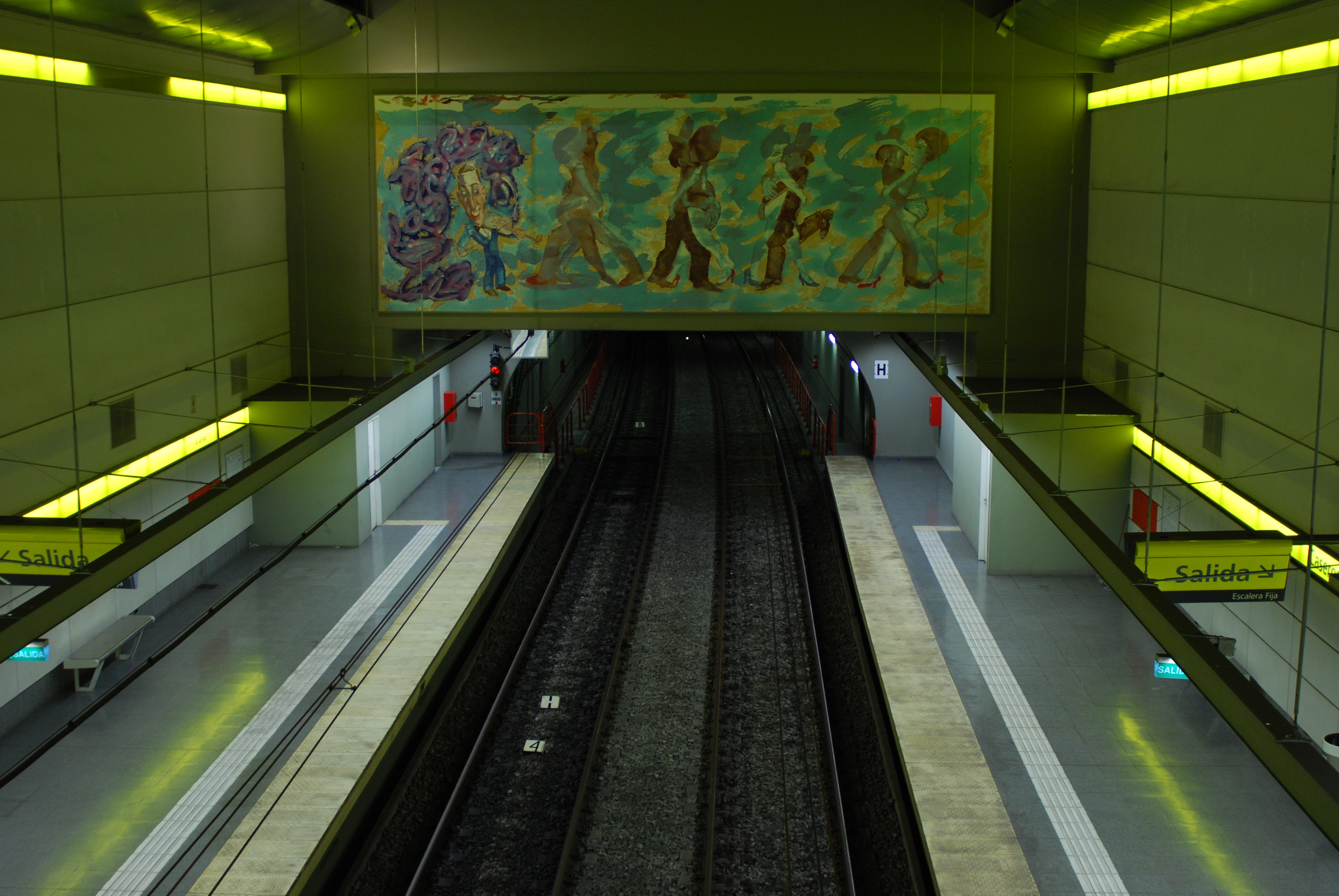
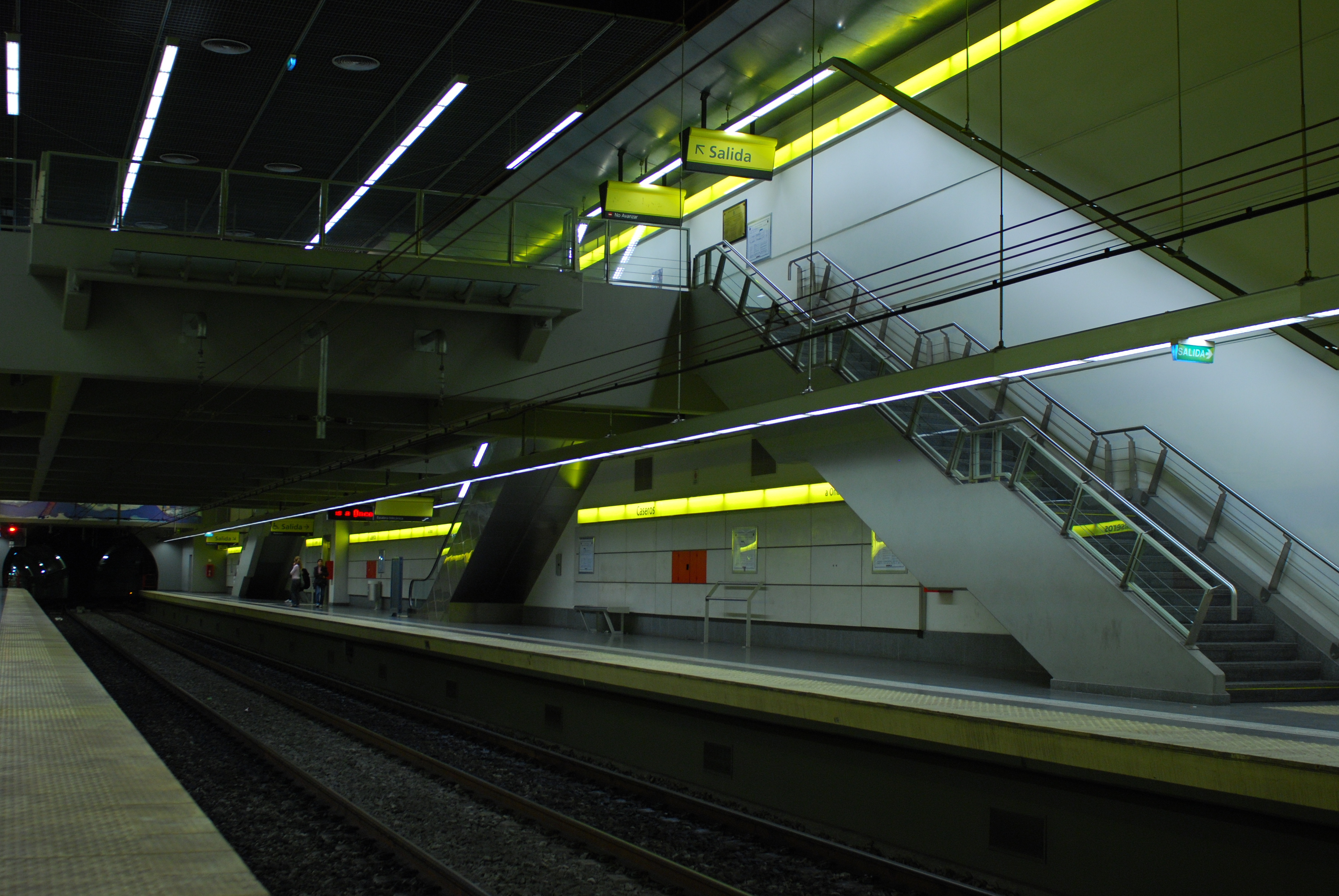
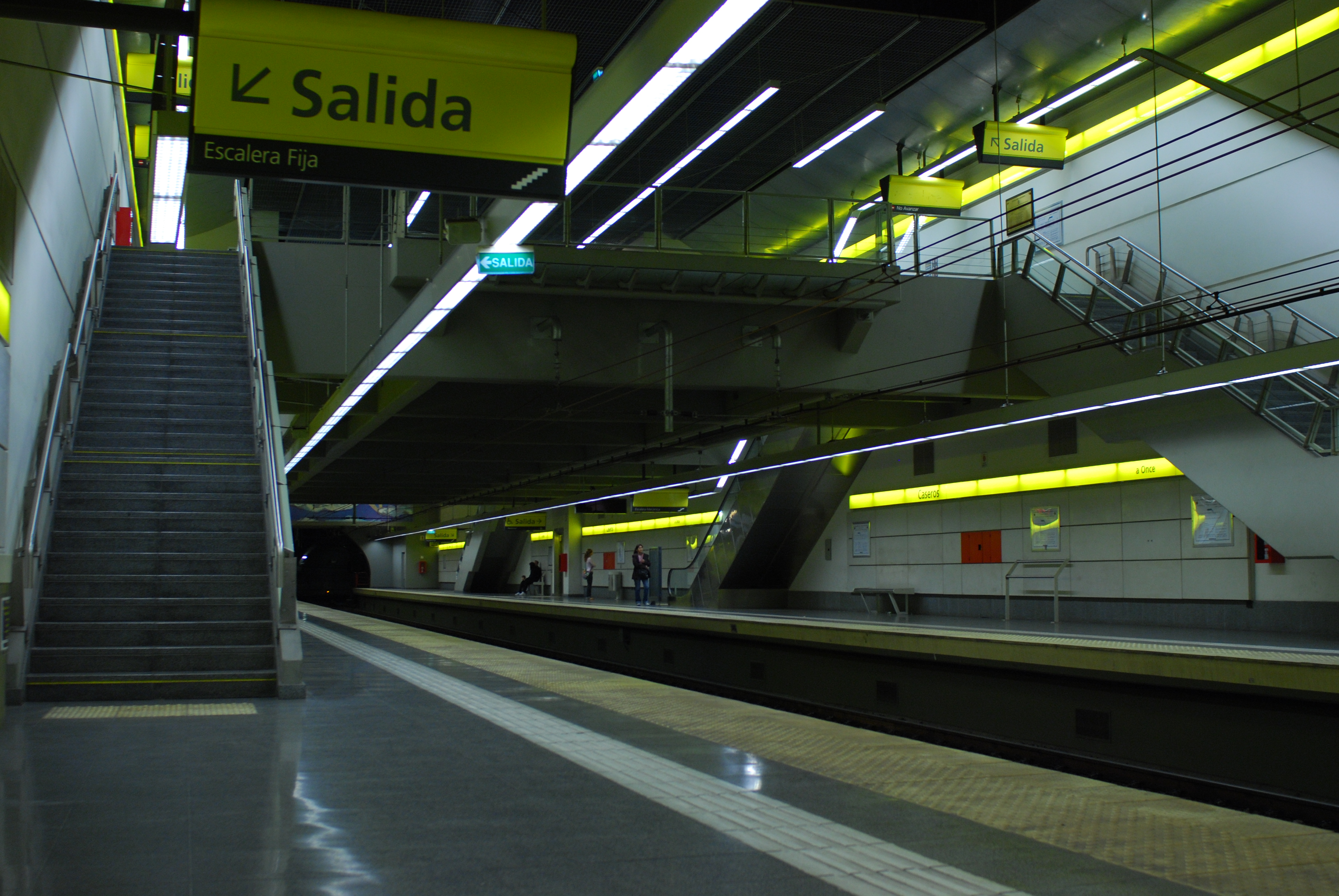
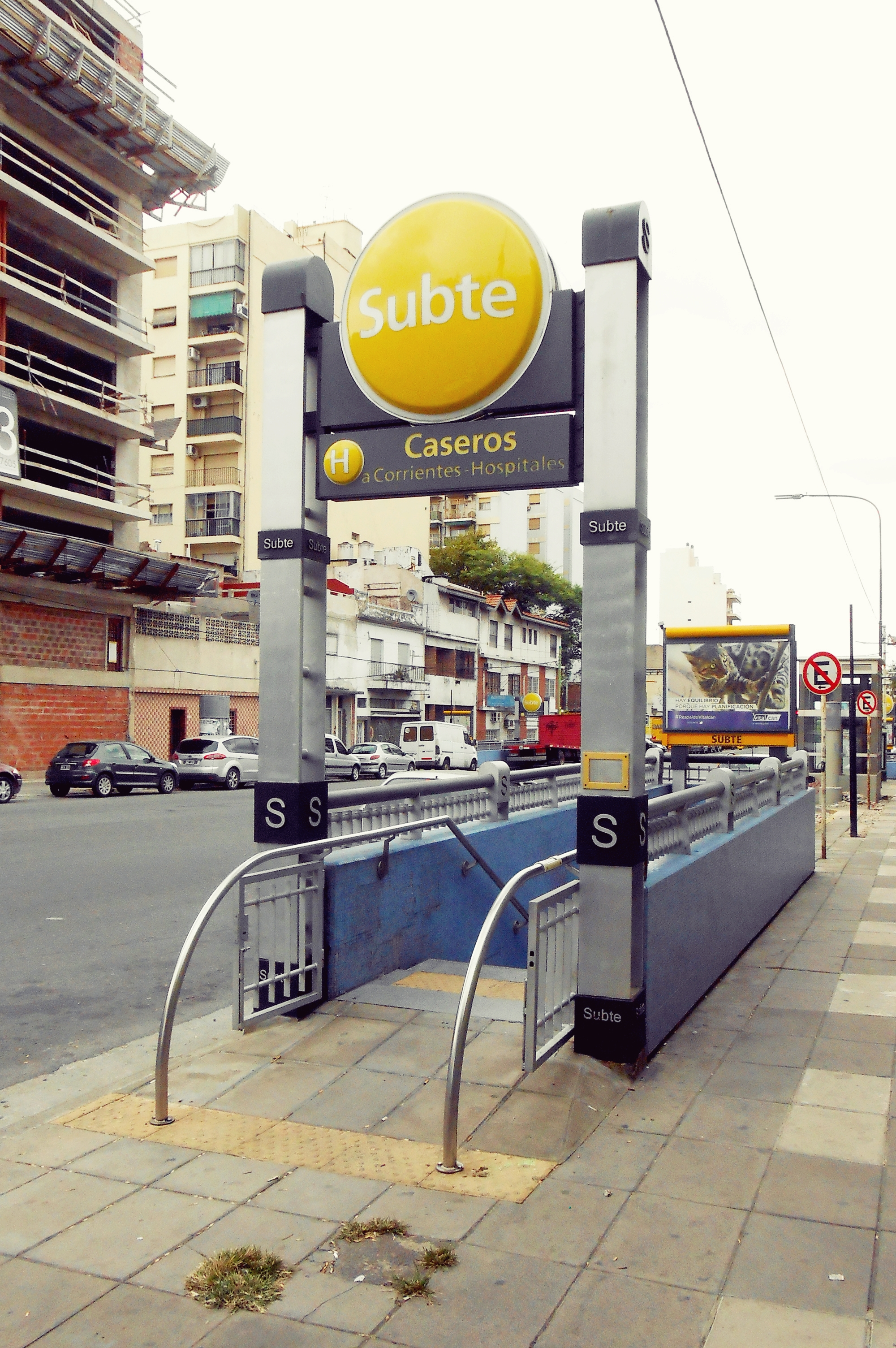